# 腓特烈教堂
55°41′6″N 12°35′22″E / 55.68500°N 12.58944°E
腓特烈教堂（丹麥語：Frederiks Kirke），俗称大理石教堂（丹麥語：Marmorkirken），是丹麦哥本哈根的一座教堂，位于腓特烈斯塔登，阿马林堡宫北侧。

## 簡介
腓特烈教堂和整个腓特烈堡区，都是由建筑师 Nicolai Eigtved 设计于1740年，为了纪念奥尔登堡王朝登上丹麦王位300周年。教堂斯堪的纳维亚最大的教堂穹顶，跨度31米，不过在欧洲还有三个穹顶比它更大。灵感可能来自罗马圣伯多禄大殿。
1749年10月31日，弗雷德里克五世为教堂奠基，但由于预算削减，以及1754年Eigtved去世，被迫停工，荒废达150年之久。后来不得不放弃原来几乎完全用大理石建造的计划，代之以主要采用石灰石。目前的教堂是由Ferdinand Meldahl设计，於1894年8月19日开幕。
柱子上面的题字為：“惟有主的话永远长存。”（彼得前书1:25）环绕教堂的是一系列杰出的神学家和教会人士雕塑，包括丹麦哲学家索倫·奧貝·克尔凯郭尔。

## 外部連結
- 官方網站 （页面存档备份，存于）